# Nyctophilus walkeri
Nyctophilus walkeri (Thomas, 1892) è un pipistrello della famiglia dei Vespertilionidi endemico dell'Australia.

## Descrizione

### Dimensioni
Pipistrello di piccole dimensioni, con la lunghezza della testa e del corpo tra 38 e 44 mm, la lunghezza dell'avambraccio tra 30 e 36 mm, la lunghezza della coda tra 26 e 36 mm, la lunghezza delle orecchie tra 11 e 15 mm e un peso fino a 7 g.

### Aspetto
La pelliccia è corta e densa. Le parti dorsali variano dal bruno-arancione chiaro al fulvo, mentre le parti ventrali sono giallo-brunastre o color crema. Il muso è tronco, con un disco carnoso all'estremità dove si aprono le narici e dietro al quale è presente un rigonfiamento ben sviluppato e attraversato longitudinalmente da un solco superficiale. Gli occhi sono piccoli. Le orecchie sono relativamente corte ed unite sulla fronte da una membrana cutanea. Il trago è corto, con il margine anteriore dritto. Le membrane alari sono nerastre e attaccate posteriormente alla base delle dita dei piedi. L'estremità della lunga coda si estende leggermente oltre l'ampio uropatagio.

## Biologia

### Comportamento
Si rifugia nella densa vegetazione, tra le fronde delle palme e nelle cavità degli alberi. Il volo è lento e fluttuante.

### Alimentazione
Si nutre di insetti catturati a meno di tre metri tra la vegetazione o sopra specchi d'acqua.

### Riproduzione
Danno alla luce due piccoli alla volta tra ottobre e novembre.

## Distribuzione e habitat
Questa specie è diffusa nella parte settentrionale dell'Australia occidentale e del Territorio del Nord, Queensland nord-occidentale.
Vive nelle foreste ripariali di Melaleuca e Pandanus, nelle foreste a galleria di palme del genere Livistona e nelle savane alberate.

## Conservazione
La IUCN Red List, considerato il vasto areale e la presenza in diverse aree protette, classifica N.walkeri come specie a rischio minimo (Least Concern)).